# Галеевка (Могилёвская область)
Гале́евка (бел. Гале́еўка) — деревня в составе Черноборского сельсовета Быховского района Могилёвской области Республики Беларусь.

## География

### Расположение
В 50 км от Могилёва, в 25 км от железнодорожной станции Друть (железная дорога Могилев — Осиповичи).

### Водная система
Чигиринское водохранилище.

## История
Предположительно, деревня возникла в конце 18-го века как слобода выходцев из села Лубянка на окраине Лубяницкого имения Быховского католического монастыря каноников регулярных, на границе (по Друти) между Российской империей и Речью Посполитой, установленной после 1-го раздела Речи Посполитой в 1772 году. Первое упоминание в документах относится к 1780 году. Первыми жителями Галеевки были Делешковы, Демские, Исачёнки (Сачковы), Кравцовы, Кузьмёнки, Позняковы, Стрыковы (Стриковы), Чемусовы и Шейгусы. В 1843 была винная лавка.
В 1867 году 353,86 десятин земли, из неё удобной — 330,25 десятин.
В конце 19-го — начале 20-го века несколько семей (все Кузьменки, Микуличи, Половиковы, часть Демских, Кравцовых, Позняковых, Сачковых-Исаченков, Шейгусов) переехало во вновь основанную деревню Забродье недалеко от села Глухи Быховского района. Одна семья (Половиковы) переселилась в Сибирь.
В 1904 году в крестьянском доме действовала школа грамоты (в 1913 г. 32 м. и 7 д.). В 1909—1910 гг. старостой деревни был Стрыков Лукьян Андреевич (род. ок. 1870 г.).
На деревенском кладбище до войны стояли надмогильные домики (склепы) из дерева, предположительно, над могилами первых поселенцев или основателей деревни.

## Население
- 1831 год — 76 жителей
- 1842 год — 91 житель
- 1909 год — 161 житель, 25 дворов
- 2010 год — 32 жителя